# Диема
„Диема“ е български телевизионен канал, собственост на „Юнайтед Груп“.
Излъчва екшън филми, сериали, документални продукции и еротичен телепазар.

## История
Диема Вижън е основана през 1999 г. от Емил Славчев, Анатоли Белчев и Асен Радулов. Първият канал от групата, „Диема +“, стартира на 15 май. Каналът по това време излъчва предимно филми и спорт. „Диема +“ започва излъчване с 12-часова програмна схема, която е увеличена до 24-часова през ноември 1999 г. През годините каналът придобива популярност, излъчвайки по кабелни съобщителни мрежи и стартира втори канал – „Диема 2“. В края на 2005 г. е продаден на Apace Media, собственост на Камен Воденичаров, а през март 2007 г. заедно с телевизия MM е обединена в съдружната компания Balkan Media Group с шведската компания Modern Times Group, като променя името и логото си само на телевизия Диема. През март 2009 г. MTG закупува окончателно каналите от групата заедно с националната Нова телевизия. На 12 септември 2011 г. каналът отново променя визуалната опаковка и логото си. От средата на 2016 г., редом с другите телевизионни канали на „Нова Броудкастинг Груп“ променя официалното си изписване на DIEMA.
Диема е собственост на Адванс медиа груп от март 2019 г. до 2020 г.
През декември 2020 – януари 2021 г. телевизионният канал става собственост на „Юнайтед Груп“.

## Продукции
DIEMA излъчва сериали като „Пожарникарите от Чикаго“, „Елементарно Уотсън“, „Викингите“, „Транспортер“, „Кобра 11: Обади се“, „Досиетата Грим“, „Военни престъпления“ и други. На 3 април 2015 г. в ефира на DIEMA се завръща туристическото предаване „Без багаж“.